# Joanna Plantagenet
Joanna Plantagenet, Joanna Angielska (ur. 22 lipca 1210, zm. 4 marca 1238) – królowa Szkocji jako pierwsza żona króla Aleksandra II.
Była najstarszą córką króla Anglii – Jana bez Ziemi i jego drugiej żony – Izabeli d’Angoulême (córki Aymera Taillefera, hrabiego Angoulême i Alicji de Courtenay). Jej starszymi braćmi byli: Henryk III, król Anglii, i Ryszard z Kornwalii, antykról niemiecki. Jej młodszymi siostrami były: Izabela Plantagenet, cesarzowa niemiecka, i Eleonora Plantagenet, hrabina Leicester.
21 czerwca 1221, w York Minster poślubiła Aleksandra II z dynastii Dunkeld. Aleksander miał wtedy 23 lata, a Joanna – 11. Małżeńswto nie zostało skonsumowane ze względu na młody wiek panny młodej i ostatecznie para nie miała dzieci. Joanna zmarła w Esseksie, w 1238. Została pochowana w Tarant Crawford Abbey, w Dorset.
Po jej śmierci, w 1239, Aleksander ożenił się po raz drugi z Marią de Coucy i miał z nią syna Aleksandra III, który później ożenił się z bratanicą Joanny – Małgorzatą Plantagenet.